# 19e étape a du Tour de France 1935
Pour un article plus général, voir Tour de France 1935.
La 19e étape a du Tour de France 1935 s'est déroulée le 26 juillet.
Il s'agit d'une demi-étape qui relie La Rochelle (Charente-Maritime) à La Roche-sur-Yon (Vendée), au terme d'un parcours de 81 kilomètres.
Le Français René Le Grevès remporte la deuxième de ses trois victoires d'étape dans l'épreuve tandis que le Belge Romain Maes conserve la tête du classement général.

## Classements

### Classement de l'étape
| \| Classement de l'étape \| Classement de l'étape \| Classement de l'étape \| Classement de l'étape \| Classement de l'étape \| \| Coureur \| Coureur \| Pays \| Équipe \| Temps \| \| --------------------- \| --------------------- \| --------------------- \| ------------------------- \| --------------------- \| \| 1er \| René Le Grevès \| France \| \| \| \| 2e \| Jean Aerts \| Belgique \| Alcyon-Dunlop \| \| \| 3e \| Charles Pélissier \| France \| Génial Lucifer-Hutchinson \| \| \| 4e \| Georges Lachat \| France \| \| \| \| 5e \| Théodore Ladron \| France \| \| \| \| 6e \| Léo Amberg \| Suisse \| \| \| \| 7e \| Orlando Teani \| Italie \| \| \| \| 8e \| Oreste Bernardoni \| France \| \| \| |                   |          |                           |       |
| |                   |          |                           |       |
| |                   |          |                           |       |
| Classement de l'étape |                   |          |                           |       |
| Coureur | Coureur           | Pays     | Équipe                    | Temps |
| 1er | René Le Grevès    | France   |                           |       |
| 2e | Jean Aerts        | Belgique | Alcyon-Dunlop             |       |
| 3e | Charles Pélissier | France   | Génial Lucifer-Hutchinson |       |
| 4e | Georges Lachat    | France   |                           |       |
| 5e | Théodore Ladron   | France   |                           |       |
| 6e | Léo Amberg        | Suisse   |                           |       |
| 7e | Orlando Teani     | Italie   |                           |       |
| 8e | Oreste Bernardoni | France   |                           |       |

### Classement général à l'issue de l'étape
| \| Classement général \| Classement général \| Classement général \| Classement général \| Classement général \| \| Coureur \| Coureur \| Pays \| Équipe \| Temps \| \| ------------------ \| ------------------ \| ------------------ \| ------------------ \| ------------------ \| \| 1er \| Romain Maes \| Belgique \| Alcyon-Dunlop \| \| \| 2e \| Ambrogio Morelli \| Italie \| \| \| \| 3e \| Félicien Vervaecke \| Belgique \| Alcyon-Dunlop \| \| \| 4e \| Sylvère Maes \| Belgique \| \| \| \| 5e \| Georges Speicher \| France \| \| \| \| 6e \| Jules Lowie \| Belgique \| \| \| \| 7e \| Maurice Archambaud \| France \| \| \| \| 8e \| René Vietto \| France \| Helyett-Hutchinson \| \| \| 9e \| Gabriel Ruozzi \| France \| \| \| \| 10e \| Oskar Thierbach \| Allemagne \| \| \| |                    |           |                    |       |
| |                    |           |                    |       |
| |                    |           |                    |       |
| Classement général |                    |           |                    |       |
| Coureur | Coureur            | Pays      | Équipe             | Temps |
| 1er | Romain Maes        | Belgique  | Alcyon-Dunlop      |       |
| 2e | Ambrogio Morelli   | Italie    |                    |       |
| 3e | Félicien Vervaecke | Belgique  | Alcyon-Dunlop      |       |
| 4e | Sylvère Maes       | Belgique  |                    |       |
| 5e | Georges Speicher   | France    |                    |       |
| 6e | Jules Lowie        | Belgique  |                    |       |
| 7e | Maurice Archambaud | France    |                    |       |
| 8e | René Vietto        | France    | Helyett-Hutchinson |       |
| 9e | Gabriel Ruozzi     | France    |                    |       |
| 10e | Oskar Thierbach    | Allemagne |                    |       |